# Hendrik Abbé
Hendrik Abbé (Anversa, 1639 – ...) è stato un pittore e incisore olandese.

## Biografia
Non si hanno notizie significative sulla sua vita. È stato notato che non si trova il suo nome nella gilda dei pittori di Anversa, ma la sua presenza in città è confermata dalle numerose attestazioni di apprendisti impiegati nel suo atelier. Alcune sue stampe sono conservate nella Cattedrale di Anversa; si ritengono sue le illustrazioni ad un'edizione del 1677 delle Metamorfosi di Ovidio. È inoltre possibile che sia l'autore di un ritratto di Pieter Van Bredael, da cui 
Conrad Lauwers trasse un'incisione usata nell'opera Het gulden Cabinet del 1662.

## Galleria dei monogrammi

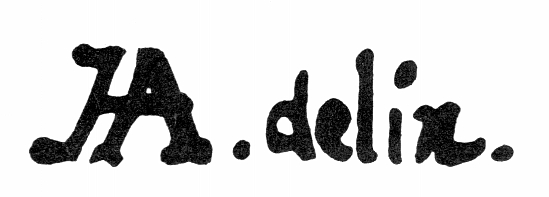
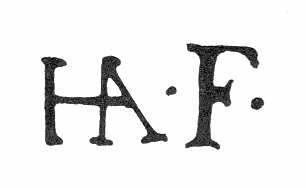
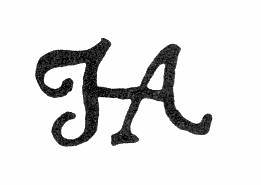